# Vilankulo
Vilankulo (voorheen: Vilanculos) is een kuststad aan de Indische Oceaan in de Mozambikaanse provincie Inhambane. Het is de hoofdplaats van het district Vilanculos. Op 25 februari 2020 verkreeg Vilankulo de status van stad. De stad is vernoemd naar Gamala Vilankulo Mukoke, een stamhoofd dat het gebied in het verleden bestuurde.
Er is aan de kust bij Vilankulo veel geïnvesteerd in toeristische infrastructuur. Vilankulo is een toegangspoort tot de Bazaruto-archipel. Nabij de stad ligt een vliegveld met verbindingen met onder meer Maputo, Johannesburg en Nelspruit.
De plaatselijke voetbalclub Vilankulo FC neemt deel aan de Moçambola, de hoogste voetbalklasse in Mozambique.

## Galerij

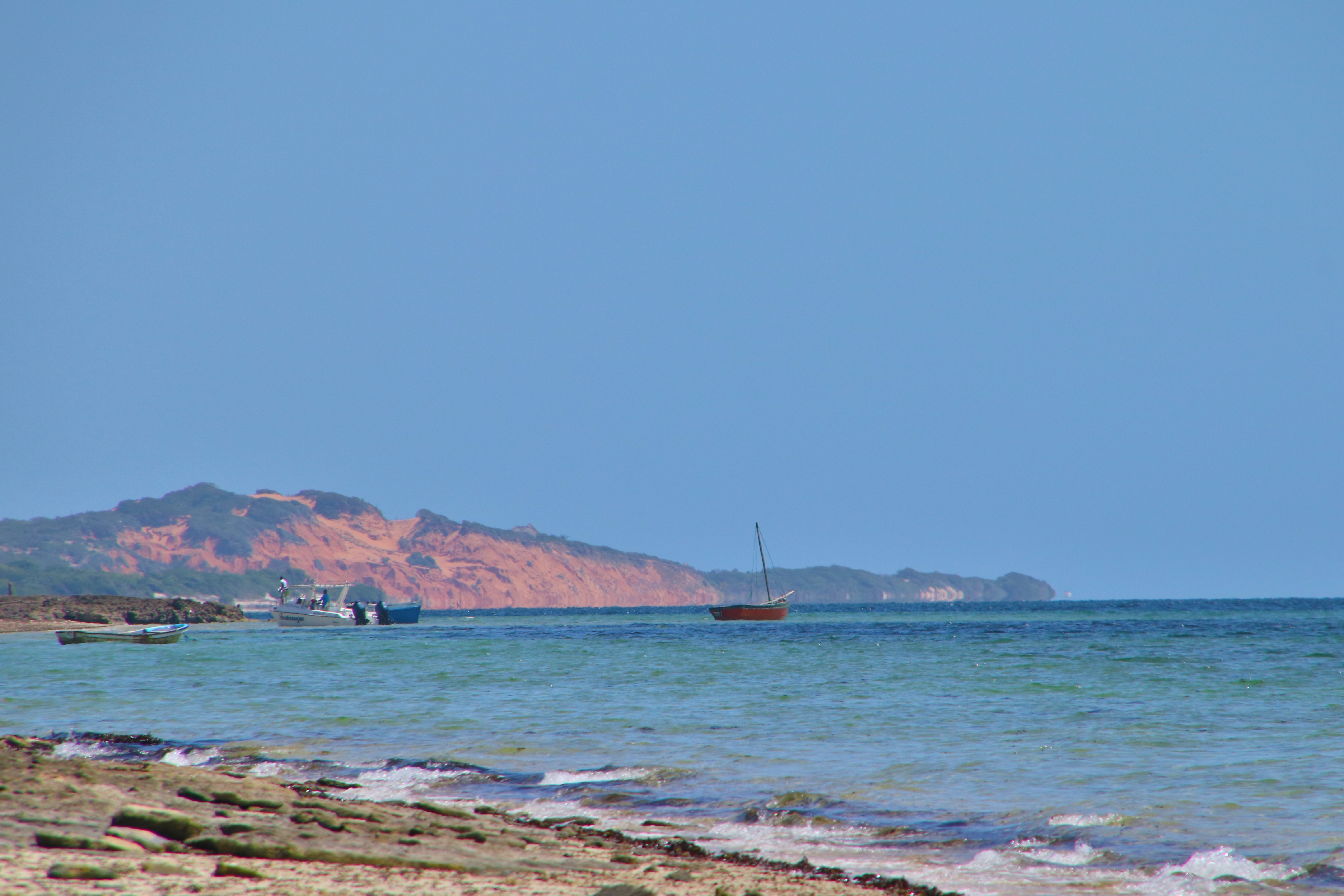
Strand van Vilankulo (februari 2020)
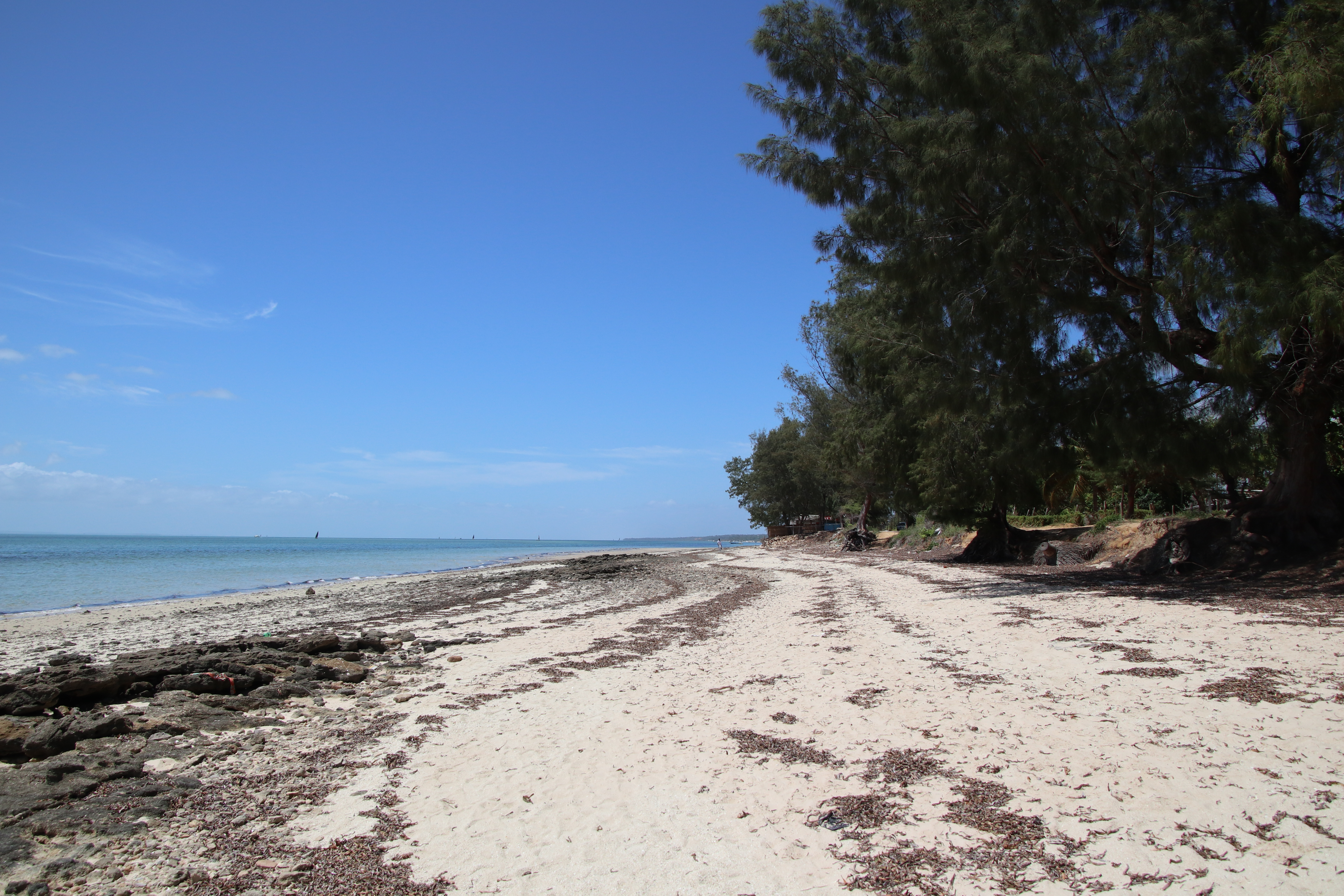
Strand van Vilankulo (februari 2020)